# عزيزآباد بايين (مقاطعة دلفان)
عزيزآباد بايين (بالفارسية: عزیزآباد پایین) هي مستوطنة تقع في قسم نورعلي الريفي بمقاطعة دلفان في إيران. يقدر عدد سكانها بـ 211 نسمة بحسب إحصاء 2016.